# ۸۴۴ (میلادی)
۸۴۴ (میلادی) هشتصد و چهل و چهارمین سال تقویم میلادی است.

## درگذشتگان
- ۱۱ ژانویه - میخائیل یکم، امپراتور بیزانس

‎